# بيل تشامبرلين
بيل تشامبرلين (بالإنجليزية: Bill Chamberlain) مواليد 16 ديسمبر 1949، هو لاعب كرة سلة أمريكي سابق. بدأ مسيرته الاحترافية في سنة 1972. اختير من قبل فريق غولدن ستايت ووريورز خلال الدرافت. بلغ طوله 6 قدم 6 بوصة (2.0 م). اعتزل اللعب في 1974.

## روابط خارجية
- بيل تشامبرلين على موقع إن بي أي (الإنجليزية)
- بيل تشامبرلين على موقع سبورتس رفرنس (الإنجليزية)
- بيل تشامبرلين على موقع كلية كرة السلة في سبورتس رفرنس.كوم (الإنجليزية)
- بيل تشامبرلين على موقع ريلجم (الإنجليزية)
- بيل تشامبرلين على موقع بروبوليرز (الإنجليزية)